# Međugorje (nekropola kod Glumine)
| Stećci na nekropoli Međugorje |  | Stećci na nekropoli Međugorje |
| Stećci na nekropoli Međugorje |  |                               |

Nekropola Međugorje nalazi se pored mjesta Glumina u općini Neum. Proglašena je nacionalnim spomenikom Bosne i Hercegovine.
Lokalitet dimenzija 80×50 m nalazi se 1,5 km jugozapadno od Glumine, a 5,5 km od Hutova. Ukupno je 62 spomenika (od toga 14 ukrašenih), od čega 18 ploča, 39 sanduka i 5 sljemenjaka. Stećci su izrađeni od tvrdog vapnenca. Postavljeni su u redove u smjeru sjever-jug, a orijentirani su pravilno u smjeru zapad-istok. Dio stećaka nalazi se na raznesenom kamenom tumulu od kojeg je ostalo poredano donje okvirno kamenje promjera 6 m, a drugi veliki kameni tumul promjera 12 m i visine 3,5 m nalazi se preko puta koji vodi za mjesto Gluminu.
Kao i ostale nekropole na području Gornjeg Hrasna (Podgradinje u Gornjem Hrasnu te Toplica (Lokva) u Vininama), i ova je nekropola datirana pretežno u 15. stoljeće.